# Solitude Aeturnus
Solitude Aeturnus — американская дум-метал-группа, образованная в городе Арлингтон, Техас, США, в 1987 г. Их вокалист, Роберт Лоуэ, также участвовал (с 2006-2012 года) в другой влиятельной дум-метал-группе Candlemass.

## Члены
Сейчас
- Роберт Лоуэ — вокал (1988-сейчас)
- Джон Перес — гитара (1987-сейчас)
- Стив Мосли — бас-гитара (1998—2004), гитара (2004-сейчас)
- Джеймс Мартин — бас-гитара (2005-сейчас)
- Стив Николс — ударные, перкуссия (2005-сейчас)

В прошлом
- Крис Габерхардт — вокал (1987—1988)
- Крис Хардин — бас-гитара (1987—1988)
- Брад Кейн — ударные, перкуссия (1987—1988)
- Том Мартинес — гитара (1987—1989)
- Лайл Стедхем — (1989—1996)
- Эдгар Ривера — (1990—1998)
- Курт Джойе — бас-гитара (2004—2005)
- Джон Ковингтон — ударные, перкуссия (1990—2005)

Сессионные
- Тери Притчард — бас-гитара (1997)
- Девид Хэдер — ударные, перкуссия (2005)

## Дискография

### Студийные альбомы
- Into the Depths of Sorrow (1991) (Переиздан Massacre records в ноябре 2006 г.)
- Beyond the Crimson Horizon (1992) (Переиздан и расширен Massacre records в ноябре 2006 г.)
- Through the Darkest Hour (1994)
- Downfall (1996)
- Adagio (1998)
- Alone (2006)

### Другие релизы
- Justice For All… (demo, 1988)
- Demo 89 (1989)
- Days Of Doom (1994) (VHS-плёнка, включающая редкие и неизданные перформансы и съёмку записи первых трёх альбомов в студии)
- Hour of Despair (DVD, 2007)